# 새슨 가바이

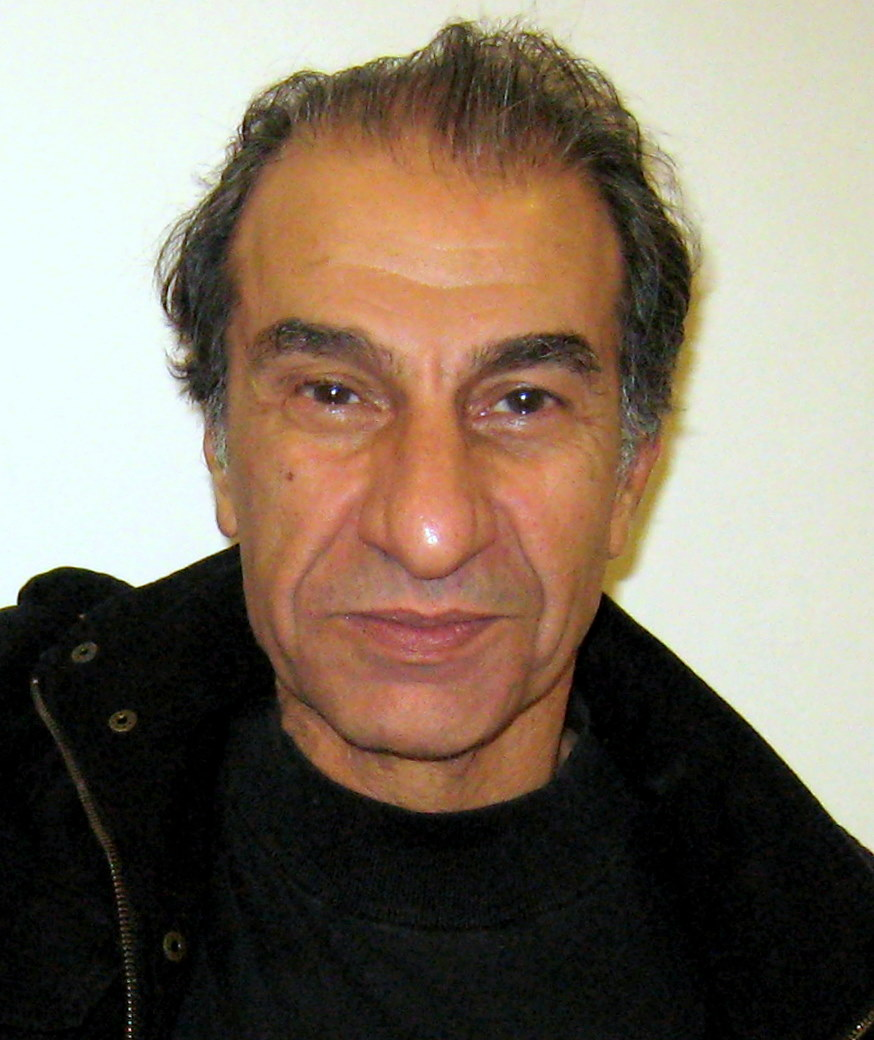

새슨 가바이(Sasson Gabai, 1947년 11월 24일 ~ )는 이스라엘의 영화 감독, 배우이다.
바그다드에서 태어났다.

## 영화
- 브라더스 러브 (2019년)
- 디 아더 스토리 (2018년)
- 은행털이 할배와 나 (2013년) - 엘리야후 역
- 웬 피그스 해브 윙스 (2011년)
- 레스터레이션 (2010년)
- 헬로우 굿바이 (2008년)
- 밴드 비지트 - 어느 악단의 조용한 방문 (2007년) - 투픽 역
- 아비바, 나의 사랑 (2006년)
- 메이드 인 이스라엘 (2001년)
- 디 오더 (2001년)
- 이스케이프: 휴먼 카고 (1998년)
- 지옥의 특공대 (1992년)
- 로커비 SOS (1990년)
- 작전 명령 유혹 (1988년)
- 람보 3 (1988년) - 모우사 가니 역